# Joey Baron
Joey Baron (nacido el 26 de junio de 1955 en Richmond, Virginia) es un batería estadounidense de jazz contemporáneo, conocido por su trabajo con Bill Frisell, Stan Getz, Steve Kuhn y John Zorn. También ha tocado con Los Angeles Philharmonic, David Bowie, Tony Bennett, Carmen McRae, Laurie Anderson, John Scofield, Al Jarreau, Michael Jackson, Jim Hall, Eric Vloeimans, Dizzy Gillespie, Art Pepper, John Abercrombie y Tim Berne. Además ha liderado bandas como Down Home Group, Barondown, Killer Joey, y con músicos como Eliane Elias.